# Kościół św. Jana Pawła II w Krakowie
Kościół św. Jana Pawła II – kościół rzymskokatolicki znajdujący się w Krakowie, w dzielnicy IX Łagiewniki-Borek Fałęcki przy ul. Totus Tuus 32, w Łagiewnikach.
Jest jedną z budowli Centrum Jana Pawła II „Nie lękajcie się” wykonaną według projektu architekta Andrzeja Mikulskiego. Obrzęd pobłogosławienia kościoła odbył się 23 czerwca 2013, a uroczyste poświęcenie świątyni nastąpiło 16 października 2016. Obu obrzędów dokonał metropolita krakowski kardynał Stanisław Dziwisz.
Kościół zbudowany jest na planie ośmiokąta i stylem nawiązuje do bizantyńskich kościołów Rawenny np. kościoła św. Witalisa. Projektował go Andrzej Mikulski. Ma dwa poziomy: kościół relikwii (kościół dolny) oraz kościół górny. Obok kościoła zbudowano wieżę widokową.

## Kościół relikwii
Ośmioboczna sala z ołtarzem w centrum. Wewnątrz marmurowego ołtarza umieszczono relikwię, zamkniętą w szklanej szkatule ampułkę z krwią papieża, pobraną podczas jednego z badań w klinice Gemelli. Obok znajduje się papieski krzyż pastoralny Jana Pawła II. Sala otoczona jest wieńcem kaplic służących modlitwie i oratoriów poświęconych sanktuariom maryjnym.
W kaplicy kapłańskiej, zaprojektowanej na wzór krypty św. Leonarda na Wawelu, znajduje się płyta z grobu Jana Pawła II pochodząca z Grot Watykańskich bazyliki św. Piotra w Watykanie. Na płycie umieszczony jest relikwiarz w formie otwartego ewangeliarza.

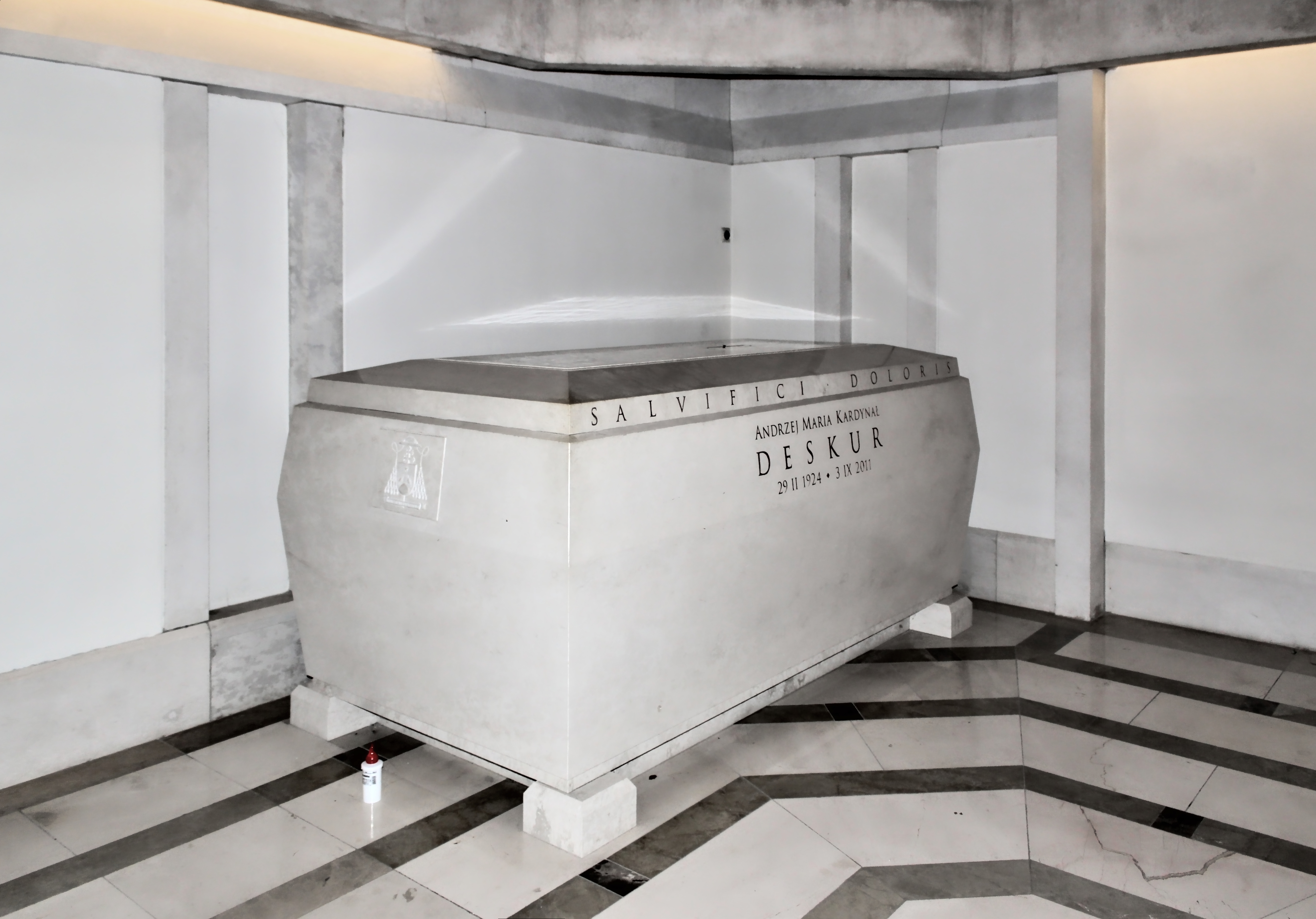

W jednej z kaplic są pochowani kardynałowie:
- Andrzej Maria Deskur (zm. 3 września 2011 w Watykanie)
- Stanisław Nagy SCJ (zm. 5 czerwca 2013 w Krakowie)

## Kościół górny
Wnętrze ma także kształt ośmiokąta. Prezbiterium i ściany są zdobione mozaikami, które projektował o. Marko Ivan Rupnik SJ. Do kościoła prowadzi troje odlanych z brązu drzwi przedstawiających sceny z życia Jana Pawła II. W bocznej części kościoła została umieszczona relikwia – sutanna, którą miał Jan Paweł II w trakcie zamachu w dniu 13 maja 1981 roku.

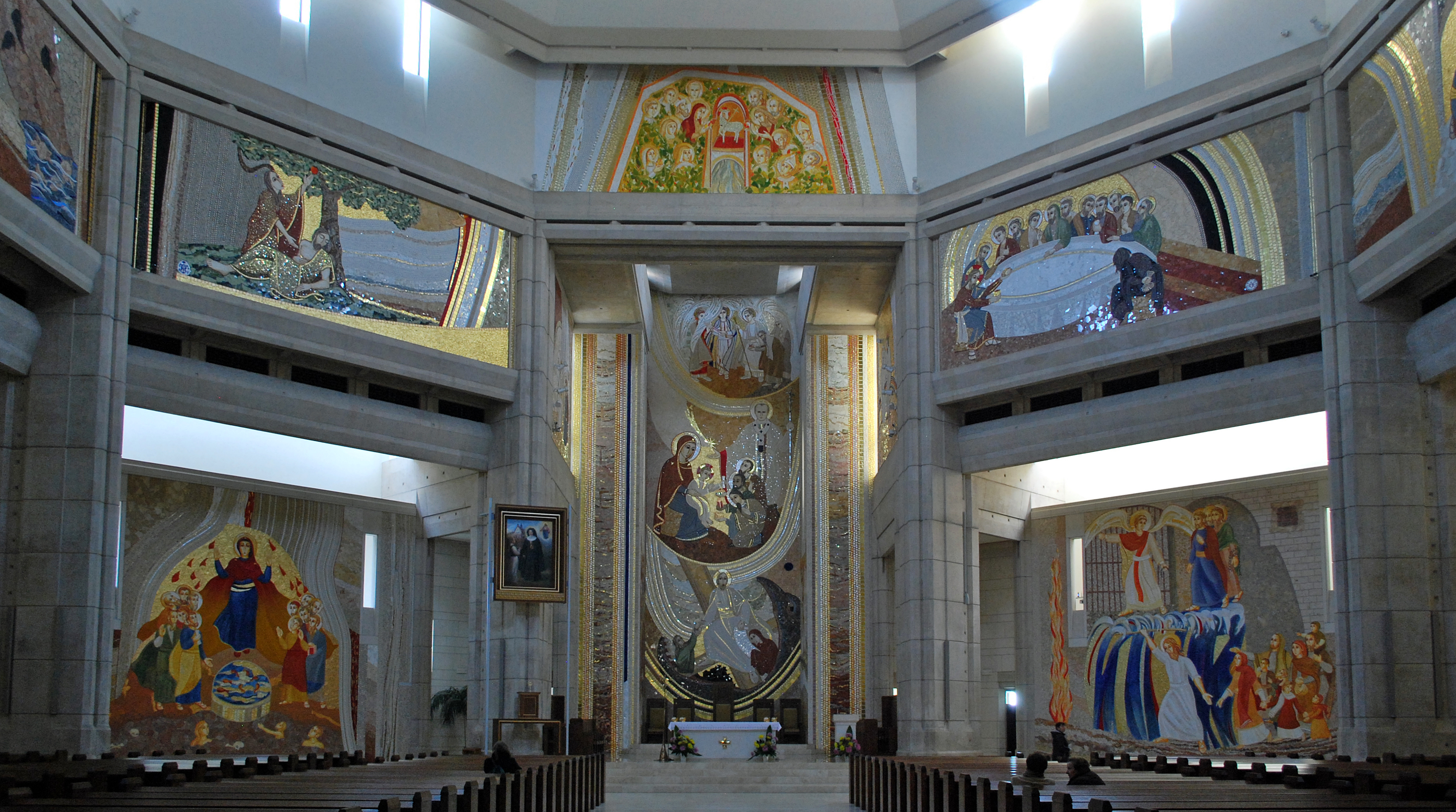
Kościół górny-wnętrze.